# 愛川町消防本部
愛川町消防本部（あいかわまちしょうぼうほんぶ）は、神奈川県愛甲郡愛川町の消防部局（消防本部）。管轄区域は愛川町全域。

## 概要
- 消防本部：神奈川県愛甲郡愛川町角田286-1
- 管内面積：34.29 km2
- 職員定数：68人
- 消防署本署1か所、分署1か所
- 主力機械（2019年4月1日現在）
  - 普通消防ポンプ自動車：2
  - 化学消防自動車：1
  - 高規格救急自動車：3
  - 指揮車：1
  - 救助工作車：1
  - 小型動力ポンプ付積載車：1
  - 広報車：1
  - 資機材搬送車：1
  - 指令車：1

【主力機械に関する出典：令和元年版消防年報（愛川町消防本部）】

## 沿革
- 1975年5月1日：愛川町消防本部を開設。
- 1976年4月1日：愛川町消防署を開設。
- 1977年4月1日：愛川町消防署半原出張所を開設。

## 組織
- 消防本部 - 消防課
- 消防署（本署）- 警備第1課、警備第2課
- 消防署（分署）- 第1警備隊、第2警備隊

## 消防署
| 消防署       | 住所      | 分署           |
| ------------ | --------- | -------------- |
| 愛川町消防署 | 角田286-1 | 半原：半原1620 |